# MGS-0039
MGS-0039 je lek koji se koristi u naučnim istraživanjima. On deluje kao potentan i selektivan antagonist grupe II metabotropnih glutamatnih receptora (2/3). On proizvodi antidepresivne i anksiolitičke efekte u životinjskim studijama, i pokazano je da pojačava otpuštanje dopamina i serotonina u specifičnim oblastima mozga. Istraživanja pokazuju da do toga može doći sličnim mehanizmom kao i kod srodnog glutaminergičnog leka ketamina.